# Drabanten
Drabanten är en kulle i Antarktis. Den ligger i Östantarktis. Norge gör anspråk på området. Toppen på Drabanten är 2 060 meter över havet, eller 110 meter över den omgivande terrängen. Bredden vid basen är 8,1 km.
Terrängen runt Drabanten är huvudsakligen en högslätt. Trakten är obefolkad. Det finns inga samhällen i närheten.